# Gérald Berthoud
Pour les articles homonymes, voir Berthoud (homonymie).
 (juin 2025).
Motif : l'utilisateur qui a apposé ce bandeau n'a pas précisé le motif de la pose.
- Archive Wikiwix
- Bing
- Cairn
- DuckDuckGo
- E. Universalis
- Gallica
- Google
- G. Books
- G. News
- G. Scholar
- Persée
- Qwant
- (zh) Baidu
- (ru) Yandex
- (wd) trouver des œuvres sur Wikidata

| 1. | Préciser le motif de la pose du bandeau. | Précisez le motif de la pose du bandeau en utilisant la syntaxe suivante : {{admissibilité à vérifier\|date=août 2025\|motif=remplacez ce texte par le motif}}                       |
| 2. | Informer les utilisateurs concernés.     | Pensez à avertir le créateur de l'article, par exemple, en insérant le code ci-dessous sur sa page de discussion : {{subst:avertissement admissibilité à vérifier\|Gérald Berthoud}} |

 (juin 2025).
 (juin 2025).
La mise en forme du texte ne suit pas les recommandations de Wikipédia : il faut le « wikifier ».
Les points d'amélioration suivants sont les cas les plus fréquents :
- Les titres sont pré-formatés par le logiciel. Ils ne sont ni en capitales, ni en gras.
- Le texte ne doit pas être écrit en capitales (les noms de famille non plus), ni en gras, ni en italique, ni en « petit »…
- Le gras n'est utilisé que pour surligner le titre de l'article dans l'introduction, une seule fois.
- L'italique est rarement utilisé : mots en langue étrangère, titres d'œuvres, noms de bateaux, etc.
- Les citations ne sont pas en italique mais en corps de texte normal. Elles sont entourées par des guillemets français : « et ».
- Les listes à puces sont à éviter, des paragraphes rédigés étant largement préférés. Les tableaux sont à réserver à la présentation de données structurées (résultats, etc.).
- Les appels de note de bas de page (petits chiffres en exposant, introduits par l'outil «  Source ») sont à placer entre la fin de phrase et le point final[comme ça].
- Les liens internes (vers d'autres articles de Wikipédia) sont à choisir avec parcimonie. Créez des liens vers des articles approfondissant le sujet. Les termes génériques sans rapport avec le sujet sont à éviter, ainsi que les répétitions de liens vers un même terme.
- Les liens externes sont à placer uniquement dans une section « Liens externes », à la fin de l'article. Ces liens sont à choisir avec parcimonie suivant les règles définies. Si un lien sert de source à l'article, son insertion dans le texte est à faire par les notes de bas de page.
- La présentation des références doit suivre les conventions bibliographiques. Il est recommandé d'utiliser les modèles {{Ouvrage}}, {{Chapitre}}, {{Article}}, {{Lien web}} et/ou {{Bibliographie}}. Le mode d'édition visuel peut mettre en forme automatiquement les références.
- Insérer une infobox (cadre d'informations à droite) n'est pas obligatoire pour parachever la mise en page.

Pour une aide détaillée, merci de consulter Aide:Wikification.
Si vous pensez que ces points ont été résolus, vous pouvez retirer ce bandeau et améliorer la mise en forme d'un autre article.
Gérald Berthoud est un anthropologue suisse, né en 1935. Professeur en anthropologie culturelle et sociale à la Faculté des sciences sociales et politiques de l'Université de Lausanne, il est un des fondateurs, avec Alain Caillé, du Mouvement Anti-Utilitariste en Sciences Sociales (M.A.U.S.S.). Directeur de l'Institut d'anthropologie et de sociologie de l’Université de Lausanne de 1983 à 1995, il a été membre du Conseil suisse de la science et a fait partie du comité de l'Académie suisse des sciences humaines. Il est l’auteur de nombreux ouvrages et articles scientifiques dans les domaines de l’ethnographie, de la muséographie, de l’anthropologie culturelle et sociale, de la pensée économique et des nouvelles technologies de l’information et de la communication.

## Biographie
Après des études de Lettres à l’Université de Neuchâtel (Suisse), Gérald Berthoud obtient son doctorat à Paris, sous la direction du professeur André Leroi-Gourhan. Assistant conservateur, puis conservateur responsable du département Afrique au Musée d’ethnographie de Genève (MEG) de 1961 à 1967, il consacre notamment des recherches et publications au peuple Aten du Ganawuri, au Nigeria, région où il se rendra à plusieurs reprises. Par la suite, il travaillera deux ans comme chercheur à l’Université de Berkeley, puis trois ans comme professeur à l’Université de Montréal. En 1972, il est nommé professeur extraordinaire d’anthropologie culturelle et sociale à la Faculté des sciences sociales et politiques de l’Université de Lausanne, puis professeur ordinaire en 1979. Il devient directeur de l’Institut d’anthropologie et de sociologie nouvellement créé en 1983 et le restera jusqu’en 1995. Il sera également doyen de la Faculté de 1982 à 1984.
En 1981, suite à sa rencontre avec Alain Caillé, il co-fonde le M.A.U.S.S., acronyme de « Mouvement anti-utilitariste en sciences sociales », créé en même temps que le Bulletin du M.A.U.S.S. qui deviendra plus tard la Revue du M.A.U.S.S, dont il sera également membre du comité de rédaction. Avec son collègue Giovanni Busino de l’Université de Lausanne, il crée le groupe d’étude « Pratiques Sociales et Théories ». Parallèlement, il assure un enseignement à l’Institut universitaire d’études du développement (IUED), à Genève, jusqu’en 1993. Il est également professeur invité pour les Universités de Genève et de Fribourg, pour l’EHESS à Paris et pour l’Université de Niamey au Niger. Gérald Berthoud a pris sa retraite académique en 2005.
Actif dans différentes hautes instances de politique scientifique, il est nommé au Conseil suisse de la science en 1985. Il y occupe dès 1992, et jusqu’à ce qu’il quitte le Conseil en 1996, un siège de membre du comité directeur du programme «Technology Assessment». Il se consacre alors plus activement au Fonds national suisse de la recherche scientifique (FNRS). Après avoir été membre du comité de direction entre 1995 et 1997, ainsi que du groupe d’experts du programme prioritaire «Demain la Suisse», il devient membre de la division relative à l’évaluation des requêtes dans le domaine des sciences humaines et sociales, et le restera jusqu’en septembre 2005. De par ses connaissances particulièrement larges, Gérald Berthoud sera appelé à évaluer de nombreux projets interdisciplinaires, concernant l’architecture, l’urbanisme ou l’écologie. Il représentera en outre le FNRS au Comité permanent des sciences sociales de la Fondation Européenne de la Science (European Science Foundation) et sera membre du comité de l’Académie suisse des sciences humaines de 1996 à 1999.

## Anthropologie critique et épistémologie
Au fil de ses travaux, en particulier depuis le milieu des années 1970, Gérald Berthoud pose les bases d’une anthropologie épistémologique et critique. Dialectique entre les similitudes et les différences, l’anthropologie critique de Berthoud « amène à remettre en cause les prétentions de la scientificité occidentale ». Pour lui, une anthropologie obnubilée par les différences culturelles la conduit dans l’impasse d’un relativisme absolu, tandis qu’accepter le primat des similitudes revient à inscrire la diversité des sociétés humaines dans les limites d’un continuum, ouvrant la voie aux théories évolutionnistes et fonctionnalistes.
L’auteur replace ainsi l’anthropologie sur le terrain de l’épistémologie, visant à réduire autant que possible « les effets insidieux d’une forme quelconque d’empirisme ». Berthoud s’oppose à l’ethnographie classique, comme «science des primitifs», qui tend selon lui à minimiser toute réflexion sur la nature même de la connaissance, en «insistant sur l’importance unilatérale des faits». Pour Berthoud, la leçon épistémologique est la suivante «aucun phénomène ne s’appréhende de manière de manière absolue; il résulte toujours d’une relation entre sujet et objet ».

## Plaidoyer pour l’Autre
Dans Plaidoyer pour l’Autre, ouvrage paru en 1982, dans la collection « Pratiques sociales et Théories » des Editions de la Librairie Droz, Gérald Berthoud met en valeur les caractéristiques des sociétés non occidentalisées, fondées sur la communauté du don.
Reprenant les travaux pionniers de Marcel Mauss sur le don, mais aussi les approches critiques de Georges Bataille (La part maudite), de Pierre Clastres (La Société contre l'État), de Marshall Sahlins (Age de pierre, âge d’abondance) ou encore de Louis Dumont (Homo aequalis), Gérald Berthoud développe son propos à la fois comme un plaidoyer pour les sociétés qui résistent à la marchandisation et à l’uniformisation du monde et comme un réquisitoire contre la pensée dominante occidentale, techniciste et utilitariste, portée par l’illusion d’une expansion illimitée de l’homme, de ses besoins et de son contrôle sur la nature.
Dans Plaidoyer pour l’Autre, l’Autre (écrit avec un grand A) n’est pas une survivance du passé, mais une réalité vivante. Ici, l’altérité n’est pas seulement culturelle ou ethnique, elle se porte sur le terrain des idées et des pratiques, sous forme de résistance ou d’alternative à l’emprise marchande et étatique, qui vont de pair avec l’expansion de la raison instrumentale.
L’Autre est ainsi le porteur d’une logique communautaire qui vient, par effet de miroir, éclairer en retour la face cachée du progrès, marqué par le productivisme, le consumérisme et la destruction de la sociabilité.

## L’Autre, ici: l’agriculture de montagne, nécessité économique ou résistance culturelle?
Reprenant la ligne directrice de sa thèse, défendue en 1967 sous la direction d’André Leroi-Gourhan, Gérald Berthoud se donne pour tâche de montrer que l’économie agro-pastorale traditionnelle oppose une résistance aux exigences de l’agriculture moderne et de l’évolution économique des vallées alpines, s’appuyant sur une organisation sociale et un réseau de parenté complexes.
Le calendrier des fêtes, les croyances et rituels - carnaval, charivari - font ainsi partie d’un ensemble de pratiques qui contredisent l’idée d’une économie tournée vers la rentabilité, mais qui vont au contraire contribuer à renforcer les liens communautaires et l’équilibre social des villages de montagne.

## Vers une anthropologie générale
Dans son ouvrage majeur, Vers une anthropologie générale. Modernité et altérité, également publié chez Droz en 1992, Gérald Berthoud revient sur la définition communément admise de l’anthropologie comme « étude de l’homme » ou « science de l’homme », soulignant d’emblée son ambiguïté du fait qu’elle oscille entre « une connaissance de l’homme total et des savoirs parcellisés sur l’homme dans sa composante biologique ou sa dimension culturelle ». L’anthropologie culturelle et sociale, qu’il ne faut pas confondre avec l’ethnologie, souvent prisonnière de sa tradition méthodologique et de sa référence à une humanité dite «primitive», court le risque d’une fragmentation du savoir par la spécialisation et la prolifération de sous-disciplines (anthropologie juridique, politique, médicale, visuelle, etc.). Cependant, le savoir anthropologique semble se réunir autour de la notion de culture d’une part et de terrain d’autre part. La première notion, la culture, que l’on peut définir comme « ensemble de systèmes symboliques » suggère un mode d’être et d’agir proprement humain, au-delà de la diversité des formes et expressions culturelles. Mais la notion de culture est sujette à caution du fait de l’immense diversité de ses formes et des dérives idéologiques qu’elle engendre. Ainsi le déterminisme culturel ou l’ultra relativisme, soutenu par le courant différentialiste de la nouvelle droite, conduisent à justifier des idéologies ouvertement ethnocentristes et racistes, à la fois opposées et inséparables d’un universalisme inconditionnel et réducteur. La seconde notion, celle de terrain, est étroitement liée à la construction du savoir anthropologique. Elle lui apporte, par une observation directe, intensive et de longue durée, une certaine garantie d’authenticité. Mais ici encore, cette combinaison de l’objet et de la méthode de l’anthropologie risque de « se confiner dans l’accumulation d’un savoir en miettes et d’une vision fragmentée du monde, sous la forme de monographies minutieuses et le plus souvent juxtaposées » et « d’enfermer l’anthropologie dans un univers clos », déconnecté des débats d’idées. Or l’ambition de l’anthropologie est bien de devenir « une connaissance globale de l’homme », comme l’affirme Claude Lévi-Strauss dans Anthropologie structurale. Pour Berthoud, « l’anthropologie générale vise, dans un même mouvement, la connaissance de l’autre (lointain mais aussi proche) et de soi-même. Elle est donc une dialectique du même et de l’autre, une mise en perspective réciproque des sociétés et des cultures et, de manière ultime, un éclairage savant sur la condition humaine. ».
Si l’anthropologie est une, encore faut-il qu’elle soit capable d’interroger nos propres valeurs et mettre à distance les présupposés ethnocentristes et évolutionnistes de la société occidentale. L’anthropologie générale, dans sa dimension critique, se doit dès lors de promouvoir « un retour sur nos idées et nos valeurs par la médiation du savoir sur l’autre sous diverses formes ». C’est bien ces diverses formes d’altérité, loin d’appartenir à un passé révolu, qui « peuvent nous permettre de prendre conscience de ce qui nous manque et de ce nous refoulons pour nous affirmer pleinement individualistes et modernes. ».
Pour étayer sa vision constitutive d’une anthropologie générale en même temps que sa critique de la modernité, Berthoud s’appuie sur des auteurs qu’il connaît bien comme André Leroi-Gourhan, Karl Polanyi et Louis Dumont. Tandis que le paléontologue Leroi-Gourhan, à partir de ses travaux sur la technique et le langage, avertit des graves risques que le projet de la modernité, à travers la suprématie des technosciences, fait courir à l’humanité, Polanyi critique, dans La Grande Transformation publié en 1944, l’idée d’un marché omniprésent et autorégulateur, supposant un monde où tout s’achète et se vend. Pour Louis Dumont, c’est le défi théorique et éthique propre à la recherche anthropologique qui doit nous amener à nous interroger sur nos propres travers idéologiques. Si l’observateur est « partie obligée de l’observation », il faut admettre que même dans le savoir scientifique, la séparation entre faits et valeurs n’est jamais totale.
Si la fragmentation disciplinaire par la spécialisation et par l’idée d’une connaissance cumulative, propre aux technosciences, laissent croire à une séparation entre savoir et idéologie, l’anthropologie générale ne peut éviter une interrogation normative sur l’être humain et ses multiples manières de faire lien social. Ainsi Berthoud va jusqu’à envisager l’anthropologie générale comme une philosophie, certes riche d’un savoir empirique, mais qui va jusqu’à questionner les valeurs finales de la condition humaine.

## Muséographie
Gérald Berthoud est à l’origine d’une importante collection d’objets ethnographiques rapportés du Nigeria, lors de ses recherches de terrain dans le courant des années 1960. Les objets de la collection Berthoud sont conservés au Musée d’ethnographie de Genève (MEG). Ils sont pour la plupart des objets usuels (poteries, paniers, outils agricoles, nattes, lances, etc.), ornementaux ou religieux (coiffes, colliers, bracelets, pots cérémoniels) provenant des ethnies Rukuba et Ganawuri, dans la Province du plateau de Jos (Etat de Plateau, Nigeria).

## Œuvres principales de Gérald Berthoud[17]
Changements économiques et sociaux de la montagne. Vernamiège en Valais. Préface d’André Leroi-Gourhan. Berne: Francke 1967 (publications de la Société suisse des sciences humaines, N°8).
Plaidoyer pour l’Autre. Essais d’anthropologie critique. Genève, Paris, Librairie Droz, 1982.
Vers une anthropologie générale. Modernité et altérité. Genève, Paris, Librairie Droz, 1992.
Pratiques sociales et théories. Les discordes des universitaires (avec Giovanni Busino), Genève, Paris, Librairie Droz, 1995
Paroles reçues. Du bon usage des sciences sociales (avec Giovanni Busino), Genève, Paris, Librairie Droz, 2000.
The Aten of Ganawuri: A socio-political history of ethnic minorities in Plateau State, Nigeria, Canterbury (UK): Books2Africa Press, 2019.

## Cursus académique
Fonds national suisse de la recherche scientifique (1996-2000)
Conseil suisse de la science et de l'innovation (1985-1996)
Université de Genève / Institut universitaire d’études du développement (1973-1994)
Université de Lausanne / Faculté des sciences sociales et politiques (1972-2003)
Académie suisse des sciences humaines et sociales (1996-1998)
Université de Montréal (1970-1973)

## Liens  externes
- Ressource relative à la vie publique :   - Documents diplomatiques suisses 1848-1975
- Ressource relative à la recherche :   - Persée
- Notice dans un dictionnaire ou une encyclopédie généraliste :   - Base de données des élites suisses
- Notices d'autorité :   - VIAF
  - ISNI
  - BnF (données)
  - IdRef
  - LCCN
  - GND
  - CiNii
  - Espagne
  - Belgique
  - Pays-Bas
  - Israël
  - Norvège
  - Portugal